# Privilege (recht)
Een privilege of voorrecht is een recht dat aan een persoon, een groep personen of een organisatie wordt toegekend om deze meer of andere rechten te geven dan waarop men normaal aanspraak maakt. Men verkrijgt een voorrecht. De term privilege komt uit het Latijn. Er is een onderscheid te maken tussen privileges in juridische zin en sociale privileges.
Er worden vier soorten sociale privileges onderscheiden:
- Materiële beloningen
- Politieke bevoegdheden en rechten
- Status
- Toegang tot kennis en informatie

In het recht is doorgaans sprake van een privilege wanneer dit formeel is vastgelegd.
In de sociologie kan er ook sprake zijn van informele privileges, zoals bij het zogeheten Wit privilege met betrekking tot raciaal gedetermineerde maatschappelijke ongelijkheid.

## Geschiedenis
In de middeleeuwen werden privileges vaak in een plechtige oorkonde vastgelegd. Speciaal bij het aantreden van nieuwe vorsten probeerden bijvoorbeeld leenmannen van hun leenheer en steden van hun landsheer voorrechten te verkrijgen. Dit werd vergemakkelijkt wanneer zij bereid waren voor een privilege goed te betalen. De verstrekking van een privilege was daardoor niet alleen een vorstelijk machtsmiddel, maar ook een instrument om dezelfde vorst financieel afhankelijk te maken.

## Soorten voorrecht
- Voorrecht van boedelbeschrijving
- Voorrecht van schuldsplitsing
- Voorrecht van de hotelhouder
- Voorrecht van de advocaat
- Voorrecht van de begrafeniskosten
- Voorrecht van rechtsmacht
- Voorrecht voor levering van levensmiddelen
- Voorrecht van de kosten van de laatste ziekte
- Voorrecht van de kosten tot behoud van de zaak
- Diplomatieke onschendbaarheid